# 超完美任務
《超完美任務》，是一部改編自慈濟中區骨髓捐贈推廣小組的真實故事的電視劇，由曾少宗、李相林、韓宜邦、范時軒、林育品、王岳豐等演員主演，並於2018年9月13日起於大愛電視20:00正式首播。

## 播出時間
以下時間以當地時間（台灣時間）為準

### 電視首播
| 頻道                            | 所在地 | 播映日期                      | 播映時間 |
| 大愛電視台 （數位頻道同步播出） | 台灣   | 2018年9月13日－2018年10月31日 | 20:00    |

### 網路首播
| 頻道                 | 備註                 | 播映日期                      | 播映時間 |
| Yahoo! TV            | 與大愛電視台同步播出 | 2018年9月13日－2018年10月31日 | 20:00    |
| YouTube 大愛網路劇場 | 與大愛電視台同步播出 | 2018年9月13日－2018年10月31日 | 20:00    |

## 演員角色列表

### 主要角色
| 演員   | 角色   | 介紹 | 登場集數       |
| 曾少宗 | 葉文楷 | 王孟專的丈夫 當兵退伍後因不願在父親的家族企業幫忙，毅然決定靠自己能力踏入房仲業，幾經溝通後夫妻商量後打算開一家照相館，。                                                           | 全集           |
| 李相林 | 王孟專 | 葉文楷的妻子 嫁為人婦後成為家庭主婦，因丈夫事業太過忙碌忽略家庭重要性，常起爭執，幾經溝通後夫妻商量後打算開一家照相館。                                                             | 全集           |
| 韓宜邦 | 吳振國 | 鄭淑雯的丈夫 當年他誤信朋友，掛名公司合夥人，以致於欠下千萬債務原本準備輕生的，孟專一通電話改變他的人生，聽取鄭叔雯，回到業務的老本行，推銷美容保養品，展開全台做生意兼跑路的生涯。 | 第13集－第30集 |
| 范時軒 | 鄭叔雯 | 吳振國的妻子 在自己丈夫事業低潮時，一起勇敢堅持陪伴。建議回到業務的老本行，推銷美容保養品，展開全台做生意兼跑路的生涯。                                                             | 第13集－第30集 |
| 林育品 | 廖秀華 | 陳茂松的妻子 與陳茂松共同經營盥洗用具批發，和自己婆婆之間因婆媳溝通不良產生誤解，夫妻倆始終為此困擾不已。                                                                           | 第19集－第30集 |
| 王岳豐 | 陳茂松 | 廖秀華的丈夫 與廖秀華共同經營盥洗用具批發，侍母至孝的他對媽媽言聽計從，以致於秀華和婆婆之間因溝通不良產生誤解，夫妻倆始終為此困擾不已。                                             | 第19集－第30集 |

### 次要角色
| 演員   | 角色   | 介紹 | 登場集數 |
| 謝雅琳 | 葉母   | 葉文楷的母親，王孟專的婆婆。 |          |
| 檢場   | 葉父   | 葉文楷的父親，王孟專的公公。 |          |
| 馬惠珍 | 王母   | 王孟專的母親，葉文楷的岳母。 |          |
| 蔡阿炮 | 王父   | 王孟專的父親，葉文楷的岳父。 |          |
| 李全忠 | 廖父   | 廖秀華的父親，陳茂松的岳父。 |          |
|        | 陳母   | 陳茂松的母親，廖秀華的婆婆。 |          |
| 游小白 | 阿賓哥 | 葉文楷任職房仲業期間的前輩同事 |          |
| 張君明 | 陳小芬 | |          |
| 許時豪 | 阿偉   | |          |
| 方語昕 | 徐玉倩 | 透過聯誼專刊，博麟意外發現高中時期老同學玉倩也是捐髓者，幫助博麟走出戶外，帶領博麟從事騎自行車運動，開闊心胸，可惜之後因為要出國工作，無緣與博麟更進一步交往。       | 第20集－ |
| 吳沂庭 | 黃博麟 | 在科技電子業擔任組長職務，平時閒暇之餘喜歡宅在家玩電動。在孟專師姐等人的鼓勵下兩人重新聯繫上，高中時期老同學玉倩，與玉倩從事騎自行車運動，開闊心胸，與玉倩成為好友。 | 第18集－ |
| 何裕天 | 高藝元 | 從事保險業，參加捐髓者聯誼會時，遇見張鳳麟，一起去看電影而開始與張鳳麟交往。                                                                                         | 第17集－ |
| 周宇柔 | 張鳳麟 | 安親班老師，一心想前往花蓮捐髓，無奈母親堅決反對，為了不耽誤移植，鳳麟決定瞞著媽媽前往花蓮，以腸骨方式順利捐髓。                                                     | 第15集－ |
| 周賢忠 | 吳照明 | 在大醫院中任職醫檢師，自願捐骨髓後也加入孟專師姐的捐骨捐髓的團隊。                                                                                                   | 第11集－ |

### 客串角色
| 演員   | 角色   | 介紹 | 登場集數       |
| 范少勳 | 陳曉清 | 王孟專師姐捐骨髓個案之一，是一名就讀大學的大學生，在準備報考研究所，因為擔心自己的身體健康，幾經思考後鐵了心決定不捐贈骨髓，最終還是簽署「退出捐骨髓同意書」。 | 第12集－第13集 |
| 易韋志 | 陳翔禾 | |                |

## 電視劇歌曲
| 曲別   | 歌名         | 演唱者        | 作詞                 | 作曲          | 編曲   |
| 片頭曲 | 最美的相遇   | 曾少宗 林育品 | 陸中玲               | 陳宗緯        | 陳宗緯 |
| 片尾曲 | 在第六對相遇 | 萬芳          | 姚思源 李子恆 李壽全 | 李子恆 李壽全 | 陳志遠 |

## 大愛會客室名單
| 集數  | 日期          | 來賓                 |
| 第1集 | 2018年9月13日 | 沒有來賓（幕後花絮） |
| 第2集 | 2018年9月14日 | 張晉榮、李相林       |

## 工作人員列表

### 製作團隊
- 監　製：王端正、葉樹姍、顧文珊
- 戲劇顧問：龐宜安
- 總策劃：關兆宏
- 製作人：邵弘毅
- 編　審：李靜文
- 導　演：張晉榮
- 編　劇：丁道祥
- 宣傳統籌：董碧玲
- 顧　問：葉文楷、王孟專、吳振國、鄭叔雯、陳茂松、廖秀華

## 外部連結
- 超完美任務 官方網站 （页面存档备份，存于）－大愛劇場
- 大愛劇場的Facebook專頁
- 《超完美任務 （页面存档备份，存于）》-YAHOO! TV （页面存档备份，存于） 線上看

| 臺灣 大愛電視 每週一至週五 20:00 - 20:50 | 臺灣 大愛電視 每週一至週五 20:00 - 20:50      | 臺灣 大愛電視 每週一至週五 20:00 - 20:50 |
| ---------------------------------------- | --------------------------------------------- | ---------------------------------------- |
|                                          | 超完美任務 （2018年9月13日－2018年10月31日）  |                                          |
| 真愛源起 （2018年8月2日－2018年9月12日） | 幸福 遲到了 （2018年11月1日－2018年12月12日） |                                          |